# 城堡
『城堡』（英語: Castle、キャッスル）は、台湾の歌手蔡依林（ジョリン・ツァイ）の6枚目のオリジナルアルバムである。2004年2月27日に台湾のソニー・ミュージックエンタテインメントより発売された。主な収録曲は「愛情36計」、「海盜」、「第一優先」、「始作俑者」など。

## 収録曲
1. 愛情36計/36 Tricks of Love
2. 就是愛/It's Love
3. 檸檬草的味道/The Smell of Lemon Grass
4. 海盜/Pirates
5. 始作俑者/The Starter
6. Love Love Love
7. 消失的城堡/Disappearing Castle
8. 乖猫/Nice Cat
9. 第一優先/Priority
10. 倒帯/Rewind